# Fliegen lernen
Fliegen lernen ist ein deutscher Fernsehfilm von Christoph Schrewe aus dem Jahr 2013 mit Gesine Cukrowski und Franz Dinda in den Hauptrollen.

## Handlung
Die Apothekerin Eva musste nach der Trennung von ihrem Mann Christian Alltag und Gefühle neu ordnen. Die Loslösung fällt ihr nicht leicht, da sich die Scheidungsphase hinzieht und sich beide regelmäßig begegnen.
Aus heiterem Himmel platzt der junge Assistenzarzt Hendrik in ihr Leben, der die leergewordene Wohnung ihres gerade ausgezogenen Sohnes Emil mietet. Als Hendrik ihr in einer Notsituation behilflich ist, kommen sich beide näher, und Eva küsst ihn. Ihr ist das zunächst peinlich, trotzdem berichtet sie am nächsten Tag ihrer Kollegin und Freundin Ute darüber. Kurz darauf trifft sie sich wieder mit Hendrik. Er bummelt mit ihr durch die Nacht, und als sie am Freibad ankommen, steigt er mit ihr über den Zaun, sie schwimmen und verbringen die Nacht miteinander. Hendrik möchte an Evas Leben teilhaben, aber sie blockt ab. Zum einen, weil sie immer noch mitten in der Scheidung steckt, zum anderen, weil Hendrik dreizehn Jahre jünger ist, was nicht in ihre und die Moralvorstellung der Kleinstadt passt, in der sie lebt. Trotzdem genießt sie es, begehrt zu werden.
Auf einem kleinen Stadtfest, auf dem Eva und Christian in gewohnter Weise nebeneinander am Tisch sitzen, kommt Hendrik dazu und setzt sich neben Eva. Als Christian bemerkt, wie jener Eva vertraut und liebevoll berührt, schüttet er ihm ein Glas Bier ins Gesicht und prügelt sich mit ihm. Eine Schüssel Wasser beendet den Kampf sehr schnell und Eva befürchtet, nun Stadtgespräch zu werden. Hendrik beteuert, dass es ihm ernst ist und er sich in sie verliebt hat.
Die Apotheke, in der Eva arbeitet, wird von ihrer Schwiegermutter geführt. Sie denkt daran, sich allmählich zurückzuziehen und Eva alle Verantwortung zu übergeben. Den Vorfall auf dem Stadtfest nimmt sie zum Anlass, Eva ins Gewissen zu reden. Auch Christian meint, immer noch Anrechte auf sie zu haben. Eva sei die Liebe seines Lebens gewesen, da hätte kein anderer ein Recht darauf. Ihre Kollegin Ute allerdings bestärkt sie darin, das zu tun, was sie selber möchte. Als Eva sich abends in ihr Bett legen will, liegt bereits Christian darin und wertet ihr Verhältnis mit Hendrik als sexuellen Hilfeschrei. Eva wirft ihn jedoch sofort aus der Wohnung und spricht sich mit Hendrik aus.
Inzwischen distanziert sich der Heimatverein von ihr und wählt eine neue Vorsitzende auf den Posten, den sie jahrelang gut und ohne Anlass zur Kritik geführt hatte. Auch zieht ihre Schwiegermutter das nächste Register und kündigt Hendrik die Wohnung wegen Eigenbedarfs. So bietet ihm Eva an, bei ihr einzuziehen, was er zunächst ablehnt. Er will sich nicht den Querelen seiner Mitmenschen beugen und schon gar nicht in Haus und Bett von Evas Exmann schlafen. Die Liebe zu Eva ist jedoch stärker und er überlegt es sich anders. Evas Sohn Robin, der noch mit im Haus wohnt, ist damit jedoch nicht einverstanden und zieht zu seinem Vater. Auch Evas Schwiegermutter macht ihr weiter das Leben schwer und will die Apotheke nun an einen fremden Bewerber verkaufen.
Damit Eva auch Hendriks Freundeskreis kennenlernen kann, geben sie eine Party. Doch Eva bemerkt, dass das nicht so ganz ihre Welt und Art zu leben ist. Als sie feststellt, dass sie schwanger ist, und es Hendrik gleich erzählt, ist dieser überglücklich. Ihre Söhne sind allerdings empört. Exmann Christian beginnt aus gekränkter Eitelkeit mit einem Radlader seine Hälfte des Hauses einzureißen. Eva macht ihm nun energisch klar, dass er zwar mit seinem Besitz machen kann, was er will, aber erst, wenn er die Scheidungspapiere ordnungsgemäß unterschrieben hat. Auch ihrer Schwiegermutter erklärt sie, dass sie sich nicht länger schikanieren lassen wird. Trotzdem hat Eva das Gefühl, dass die ganze Welt gegen sie ist. Zu allem Überfluss erleidet sie eine Fehlgeburt, was sie davon überzeugt, in ihrem Alter kein Kind mehr in die Welt zu setzen. Hendrik sieht das jedoch als eine Entscheidung auch gegen ihn und zieht aus. 
Als ihre Schwiegermutter von Evas Fehlgeburt hört, tut ihr das so leid, dass sie einlenkt und ihr die Apotheke nun doch überlassen will. Inzwischen merkt auch Robin, was er an seinem alten Zuhause hatte, und die Traurigkeit seiner Mutter ist ihm nicht gleichgültig. Er zieht wieder in sein altes Zimmer ein und sein Vater unterschreibt endlich die Scheidungspapiere.
Um zu all dem Geschehenen Abstand zu gewinnen, entscheidet sich Eva für ein schon lange angedachtes Afrikaprojekt, wo sie ihre Kenntnisse in der Naturheilkunde weitergeben kann. Kurz bevor sie abfahren will, erscheint Hendrik, um ihr zu sagen, dass er sie immer noch liebt und auf sie warten will.

## Produktionsnotizen
Der Film hatte am 30. August 2013 in Deutschland seine Premiere im deutschen Fernsehen. Die Dreharbeiten fanden zum großen Teil in Gräfrath, einem Stadtteil von Solingen, statt.

## Kritik
Rainer Tittelbach von tittelbach.tv beschreibt diesen „bisweilen recht frisch inszenierten“ Film mit den Worten: „Fliegen lernen ist [...] ein Liebesfilm, der am Ende nicht ganz das halten kann, was er zu Beginn verspricht. Gesine Cukrowski und Franz Dinda sind ein überzeugendes Paar; hochkarätig besetzt sind auch die Gegenspieler mit Eva-Maria Hagen & Christoph M. Ohrt. In der zweiten Hälfte verliert der Film etwas an Konzentration, da wird geplottet auf Happy End komm raus. [...] Etwas mehr Offenheit und Eigen-Sinn der Figuren jenseits dieser Handlungsschablone hätte dem Film gut getan. Auch bei der Degeto sollte man Fliegen lernen.“
Die Neue Osnabrücker Zeitung bewertet den Film nur als „ARD-Schmonzette“. Die Kritiker meinen: „Hat man eine Freitagabendschmonzette gesehen, hat man eigentlich alle gesehen. Wie hier. Zusammengesteckt im Baukastenprinzip, in Fließbandarbeit runtergekurbelt und mit schmantiger Musik zugekleistert, werden hier die gleichen muffigen Erzählmuster Hunderter ähnlich realitätsferner Filmchen bedient. Zumal der Konflikt „Ältere Frau liebt jüngeren Mann“ eigentlich längst nicht mehr für einen „Skandal“ taugen dürfte. Und so bleibt das Ganze, trotz einer charmanten Gesine Cukrowski in der Hauptrolle, nur eins: altbacken. Ein filmischer Groschenroman, finanziert mit Millionengeldern an Rundfunkgebühren. Billig ist hier leider nur die Machart.“
Die TV Spielfilm vergab eine mittlere Wertung (Daumen zur Seite) und schrieb: „Romanze befindet sich im Sinkflug zwischen Albernheiten und anrührendem Ernst.“ Immerhin halten die Dialoge konstant Telenovela-Flughöhe, und Chefpilotin Cukrowski verhindert nur knapp die Bruchlandung. Insgesamt zog TV Spielfilm als Fazit: „Komödie? Drama? Ja was denn nun?“.
Und das Lexikon des internationalen Films kommt zu folgendem Fazit: „Betulich-romantische (Fernseh-)Komödie, die sich vorrangig auf populäre Darsteller verlässt.“